# 郭闻周
郭闻周（1977年4月13日—），是一名已经退役的中国足球守门员，曾经效力于八一和上海申花。
郭闻周在申花长期成为当时状态正佳的虞伟亮的替补，几乎从来没有能够挑战他的主力位置，2004年被俱乐部挂牌后没有球队问津，告别了职业足球。